# Barranca de la Palma
Barranca de la Palma är en ort i Mexiko.   Den ligger i kommunen Cochoapa el Grande och delstaten Guerrero, i den sydöstra delen av landet, 260 km söder om huvudstaden Mexico City. Barranca de la Palma ligger 2 152 meter över havet och antalet invånare är 225.
Terrängen runt Barranca de la Palma är kuperad åt nordväst, men åt sydost är den bergig. Runt Barranca de la Palma är det ganska glesbefolkat, med 43 invånare per kvadratkilometer. Närmaste större samhälle är San Rafael, 9,4 km norr om Barranca de la Palma. I omgivningarna runt Barranca de la Palma växer huvudsakligen savannskog.